# Cambados (kommunhuvudort)
Cambados är en kommunhuvudort i Spanien.   Den ligger i provinsen Provincia de Pontevedra och regionen Galicien, i den nordvästra delen av landet, 500 km nordväst om huvudstaden Madrid. Cambados ligger 14 meter över havet och antalet invånare är 13 708.
Terrängen runt Cambados är platt västerut, men österut är den kuperad. Havet är nära Cambados västerut. Runt Cambados är det tätbefolkat, med 319 invånare per kvadratkilometer. Närmaste större samhälle är Pontevedra, 16,5 km sydost om Cambados. I omgivningarna runt Cambados växer i huvudsak blandskog.